# 福住厳島神社

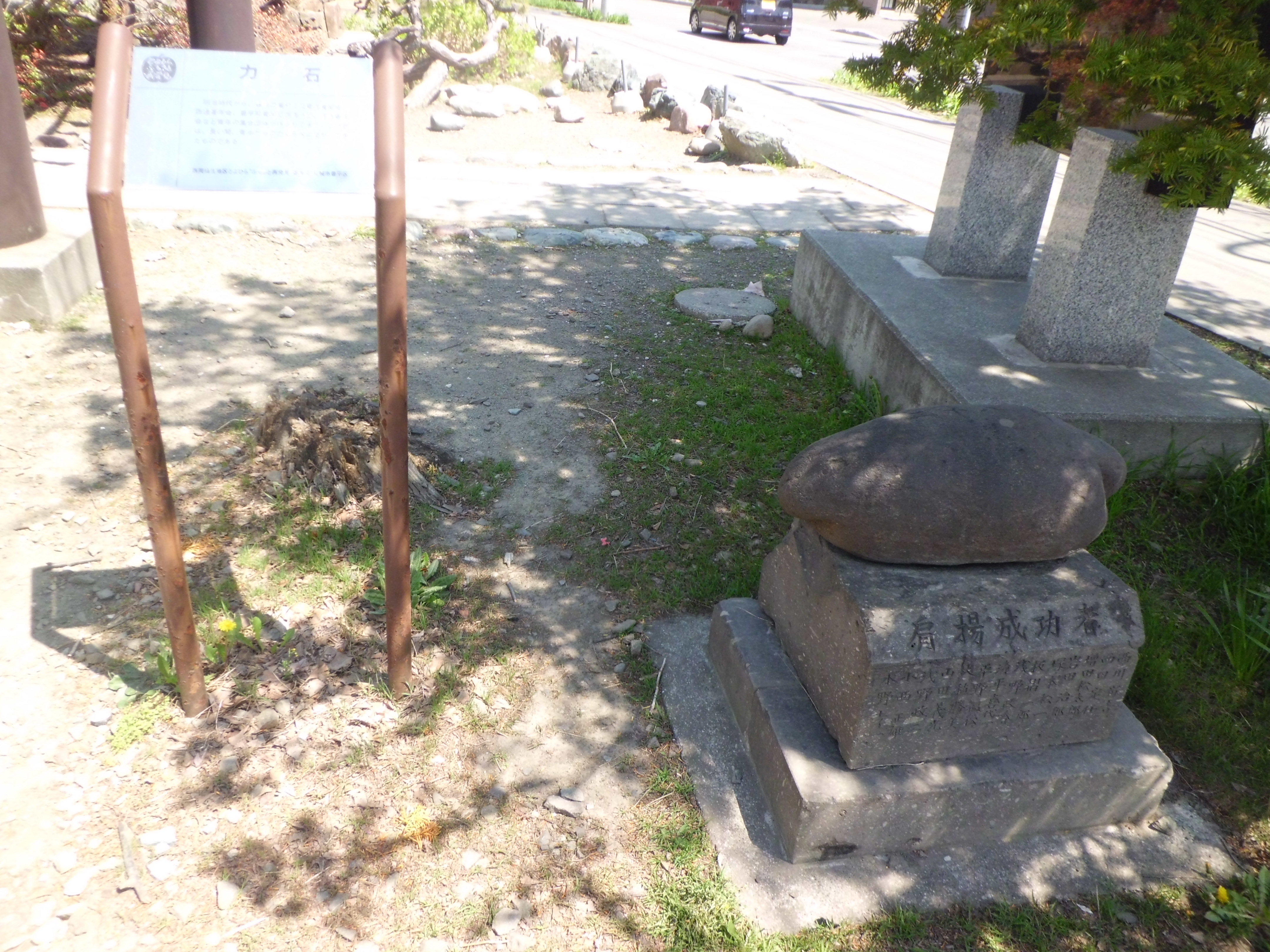
力石

福住厳島神社（ふくずみいつくしまじんじゃ）は、北海道札幌市豊平区福住にある神社である。旧社格は無格社。

## 由緒
1884年（明治17年）に、広島県出身の移住者が厳島神社の御分霊と稲荷神の2柱を奉斎し、祀った。
1900年（明治33年）9月7日には北海道庁指令2307号を以って、無格社「西山神社」と公称し、創立許可を得た。
1903年（明治36年）に土地寄贈者とのトラブルがあると、御神体が月寒に移され、月寒神社として分離した。これによって、御神体がなく、空の社殿となるが、1992年（平成4年）に厳島神社と伏見稲荷神社の御神霊を奉斎し、1996年（平成8年）には北野天満宮の御分霊を奉斎した。

## 祭神
- 市杵島姫命（いちきしまひめのみこと）
- 倉稲魂命（うがのみたまのみこと）
- 菅原道真（すがわらのみちざね）

## 交通手段
- 札幌市営地下鉄東豊線福住駅から徒歩10分程度